# 웹텍
웹텍(영어: Wabtec Corporation)은 미국의 기관차 제조 기업이다. 1999년에 모티브 파워 인더스토리얼과 웨스팅 하우스 에어 브레이크가 합병하여 탄생했다. 2019년 2월에 제네럴 일렉트릭에 합병되면서 현재에 이르고 있다.